# Stanton (Tennessee)
Stanton é uma cidade  localizada no estado norte-americano de Tennessee, no Condado de Haywood.

## Demografia
Segundo o censo norte-americano de 2000, a sua população era de 615 habitantes.
Em 2006, foi estimada uma população de 596, um decréscimo de 19 (-3.1%).

## Geografia
De acordo com o United States Census Bureau tem uma área de
1,3 km², dos quais 1,3 km² cobertos por terra e 0,0 km² cobertos por água. Stanton localiza-se a aproximadamente 107 m acima do nível do mar.

## Localidades na vizinhança
O diagrama seguinte representa as localidades num raio de 28 km ao redor de Stanton.